# カワイク大爛闘!バトルロアイドル
『カワイク大爛闘！バトルロアイドル』（かわいくだいらんとう！ばとるろあいどる）は、2020年3月からCS日テレ、Hulu、BS日テレ、日本テレビで放送・配信されているバラエティ番組である。

## 概要
ポップカルチャーイベント@JAMにも出演する女性アイドルグループが様々なゲームに挑戦するバラエティ番組。
CS日テレとBS日テレではライブの曲が変更されており、Huluではライブ部分がカットされて配信。地上波放送では「おウチでバトルロアイドル」などが追加された。
いずれもナレーターは26時のマスカレイド 来栖りん。

## Vol.1

### 出演アイドル
- 天晴れ！原宿（現：Appare! ）
- sora tob sakana
- Task have Fun
- 虹のコンキスタドール
- 26時のマスカレイド
- はちみつロケット
- 真っ白なキャンバス

### Huluオリジナル番組
- 26時のマスカレイド来栖りん　アイドルの絵を描かせていただきます（Task have Fun編）（真っ白なキャンバス小野寺梓編）
- 息を合わせてフーフーホールインワン対決完全版
- 白岡今日花が見たい！ツインテール早ときバトルロアイドル
- 来栖りんが見たい！アイドル―ティーン
- 猫を飼っていない来栖りんに見せたい猫バトルロアイドル
- Appare！Startライブ～約束の続き～　前編後編

## Vol.2

### 出演アイドル
- ukka
- 大阪☆春夏秋冬
- Task have fun
- 26時のマスカレイド
- FES☆TIVE
- 真っ白なキャンバス
- S.T.O（@JAM期間限定ユニット）[1]
- るかりな（@JAM期間限定ユニット）[1]

### Huluオリジナル番組
- 私の最強アイドル

## 放送時間

### Vol.1
| 放送期間               | 放送時間                        | 放送局     | 対象地域   |
| ---------------------- | ------------------------------- | ---------- | ---------- |
| 2020年4月9日 - 4月30日 | 木曜日23:00 - 23:30             | BS日テレ   | 日本全域   |
| 2020年6月4日 - 6月25日 | 木曜日0:59 - 1:29（水曜日深夜） | 日本テレビ | 関東広域圏 |

- 日テレプラス：初回 2020年3月28日（土）23時～25時30分（再放送多数）
- Hulu：CS放送終了後配信（ライブ部分除く）

### Vol.2
| 放送期間                 | 放送時間                        | 放送局     | 対象地域   |
| ------------------------ | ------------------------------- | ---------- | ---------- |
| 2020年10月8日 - 10月29日 | 木曜日23:00 - 23:30             | BS日テレ   | 日本全域   |
| 2020年10月9日 - 10月16日 | 金曜日1:29 - 1:59（木曜日深夜） | 日本テレビ | 関東広域圏 |

- 日テレプラス：初回 2020年9月25日（土）21時～23時30分（再放送多数）